# El Tepehuaje, Cutzamala de Pinzón
El Tepehuaje är en ort i Mexiko.   Den ligger i kommunen Cutzamala de Pinzón och delstaten Guerrero, i den södra delen av landet, 180 km väster om huvudstaden Mexico City. El Tepehuaje ligger 583 meter över havet och antalet invånare är 101.
Terrängen runt El Tepehuaje är kuperad. Runt El Tepehuaje är det ganska tätbefolkat, med 60 invånare per kvadratkilometer. Närmaste större samhälle är Tiquicheo, 9,6 km norr om El Tepehuaje. I omgivningarna runt El Tepehuaje växer huvudsakligen savannskog.